# Zé Trindade
Zé Trindade, pseudônimo de Milton da Silva Bittencourt (Salvador, 18 de abril de 1915 — Rio de Janeiro, 1 de maio de 1990), foi um ator, músico, poeta e comediante brasileiro de rádio, teatro, cinema e TV, famoso por jargões como "Mulheres, Cheguei!" e "Meu Negócio é Mulher".

## Biografia
Nasceu em tradicional família baiana, porém, o seu pai, herdeiro de uma grande fortuna, é deserdado porque se casa com uma mulher pobre (a mãe de Milton). A sua infância, até os onze anos, foi muito sofrida. Nessa idade, se emprega como contínuo em um hotel da capital baiana e faz amizade com Jorge Amado e Dorival Caymmi, que, como os outros hóspedes do hotel, apreciam suas piadas, versos, poemas ou letras de músicas.
Em 1935, entrou para a Rádio Sociedade da Bahia, vivendo um bêbado no programa Teatro Pelos Ares e em 1937, chegou ao Rio de Janeiro, integrando o elenco de humoristas da Rádio Mayrink Veiga.
Fez sua estreia no cinema em 1947, no filme O Malandro e a Granfina e só parou em 1987, numa ponta em Um Trem para as Estrelas, perfazendo uma carreira de 38 filmes.
Participou pouco de televisão, mas chegou a atuar com Chico Anysio e na novela Feijão Maravilha (1979), do programa humorístico Balança Mas Não Cai (1982) e da minissérie Memórias de um Gigolô (1986).
Gravou 25 discos de música nordestina, com trovas e pensamentos. Foi casado com dona Cleusa e teve quatro filhos: Anayra, Regina, Ricardo e Christina.
Morreu de câncer no pulmão, em 1 de maio de 1990, no Rio de Janeiro, aos 75 anos. Foi enterrado no Cemitério de São João Batista, em Botafogo.
Recebeu homenagem da banda Skank, em composição de Chico Amaral e Samuel Rosa através da música ´Zé Trindade´, terceira faixa do álbum O Samba Poconé de 1996. Segundo a banda, o álbum foi "inspirado nos filmes da Atlântida com Zé Trindade, Renata Fronzi e Grande Otelo e nos pequenos circos que percorrem o país".

## Trabalhos

Rose Rondelli e Zé Trindade em “Pintando o Seis”, 1961. Arquivo Nacional.

No Cinema
| Ano  | Título                     | Papel                                 |
| ---- | -------------------------- | ------------------------------------- |
| 1987 | Um Trem para as Estrelas   | Oliveira                              |
| 1976 | Tem Folga na Direção       | Waldemar                              |
| 1974 | Assim era a Atlântida      | Ele mesmo                             |
| 1971 | Jesus Cristo Eu Estou Aqui | Coronel Piragibe                      |
| 1961 | Bom Mesmo É Carnaval       | Polidoro                              |
| 1961 | Mulheres, Cheguei!         | Zeferino                              |
| 1960 | Marido de Mulher Boa       | Anacleto                              |
| 1960 | Viúvo Alegre               | Príncipe Danilo Secundino de Oliveira |
| 1959 | Entrei de Gaiato           | Januário Jabotão                      |
| 1959 | Mulheres à Vista           | João Flores                           |
| 1959 | Massagista de Madame       | Polidoro                              |
| 1959 | Espírito de Porco          | Isidoro                               |
| 1958 | Aguenta o Rojão            | Mané Fogueteiro                       |
| 1958 | O Batedor de Carteiras     | Mão Leve                              |
| 1958 | O Camelô da Rua Larga      | Vicente                               |
| 1958 | Na Corda Bamba             | Zé                                    |
| 1957 | Garotas e Samba            | pai de Sérgio Carlos                  |
| 1957 | Maluco por Mulher          |                                       |
| 1957 | O Negócio Foi Assim        | Ator dos mambembes                    |
| 1957 | Rico Ri à Toa              | Zé da Fubica                          |
| 1957 | Tem Boi na Linha           | Zebedeu                               |
| 1957 | Treze Cadeiras             |                                       |
| 1956 | Depois Eu Conto            | Armindo Menezes "Tampinha"            |
| 1956 | Genival É de Morte         | Zé                                    |
| 1956 | Tira a Mão Daí             |                                       |
| 1955 | O Primo do Cangaceiro      | Juiz Gaudêncio, de Aroeira            |
| 1955 | Trabalhou Bem Genival      |                                       |
| 1955 | O Rei do Movimento         |                                       |
| 1952 | O Rei do Samba             |                                       |
| 1951 | Meu Dia Chegará            |                                       |
| 1951 | Tocaia                     |                                       |
| 1951 | Aguenta Firme, Isidoro     | Vizinho                               |
| 1951 | Anjo do Lodo               | Homem Mau                             |
| 1949 | Inocência                  | Juque                                 |
| 1948 | Fogo na Canjica            |                                       |
| 1948 | Prá Lá de Boa              |                                       |
| 1948 | O Cavalo 13                |                                       |
| 1948 | O Malandro e a Grã-fina    | [ 4 ]                                 |

Na Televisão
| Ano  | Título                | Papel              |
| ---- | --------------------- | ------------------ |
| 1986 | Memórias de um Gigolô | Buster Keaton      |
| 1968 | Balança Mas Não Cai   | Vários personagens |

## Discografia
- "Só mamãe votou em mim"/"Frichilin" (1954) Odeon 78
- "Seu Gregório"/"Peixe de coco" (1955) Odeon 78
- "Pega ladrão"/"Pro santo não" (1955) Polydor 78
- "Quadrilha da roça"/"Taca fogo" (1956) Columbia 78
- "Namoro de gato"/"Cara de cachorro" (1956) Columbia 78
- "Marcha do capacho"/"Tô abilolado" (1957) Columbia 78
- "Quadrilha no escuro"/"Festança boa" (1957) Columbia 78
- "Meu tamanquinho"/"Eu sou Papai Noel" (1957) Columbia 78
- "Quadrilha pra inglês ver"/"Bandinha do Mané" (1957) Columbia 78
- "O Chevrolet do papai"/"O negócio é perguntar pela Maria" (1959) Columbia 78
- "Leilão na roça"/"Quadrilha francesa" (1959) Columbia 78
- "Cobra que não anda"/"Marido de mulher boa" (1959) Columbia 78
- "Vem pro papai"/"Olhar de jacaré" (1960) Columbia 78
- "Miquilina"/"No dia do batizado" (1960) Columbia 78
- "Só não bebo leite"/"Eu quero é remeleixo" (1961) Columbia 78
- "Dá para quebrar o galho"/"Alô, bicudo" (1962) CBS 78
- "As filhas do Malaquias"/"Hoje à noite tem" (1963) CBS 78
- "Marcha do divórcio"/"Tem que rebolar" (1963) CBS 78